# تصميم موجه للمستخدم

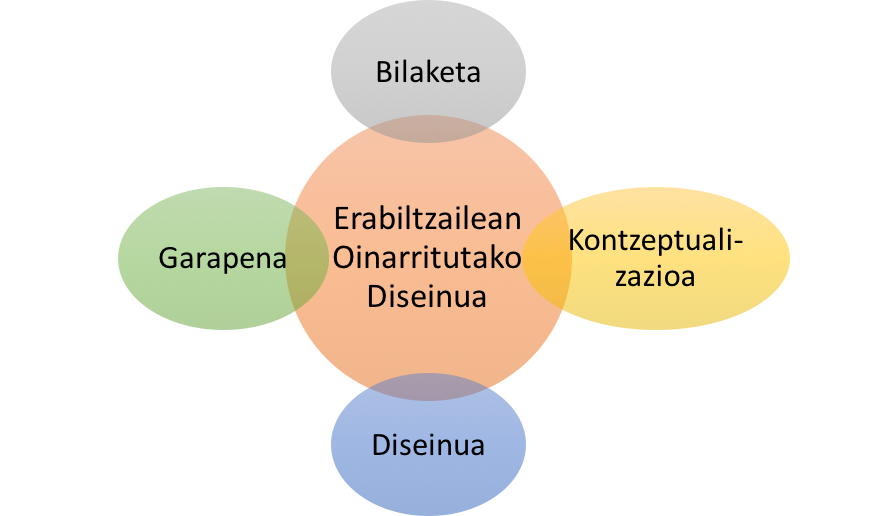

التصميم الموجه للمستخدم (بالإنجليزية: user-centered design)‏ (اختصاراً UCD) هي نظرية وفلسفة وتطبيق لإقحام المستخدم في عملية تصميم البرامج الحاسوبية، «المستخدم هو محور التصميم» هو أسلوب مستخدم بشكل واسع في الشركات الكبري ويتدرج بداية من تحليل احتياجات المستخدم ومن ثم في كل مرحلة يتم إعداد عدد من الجلسات لأخذ آراء المستخدمين وتحليلها والتأكد أن المنتج يوفر الراحة والأمان ويشبع احتياجات المستخدم النهائي.

## نماذج وأساليب التعامل
النماذج في عملية «المستخدم هي محور التصميم» تساعد المصممين علي التوصل إلي تصميم البرنامج المراد من قبل المستخدم. وتعتبر متطلبات العميل صحيحة من البداية حتي نهاية دورة حياة البرنامج. الخصائص الرئيسية هي تلك المشاركة النشطة من جانب المستخدمين الحقيقيين، فضلا عن تكرار حلول التصميم.
وهناك ثلاث أساليب لذلك:
- تصميم تعاوني (Cooperative design): وفيه يتم إشراك المصممين والمستخدمين على قدم المساواة. وهذا هو التقليد الإسكندنافي من تصميم برامج تكنولوجيا المعلومات وظلت تتطور منذ عام 1970.[1]
- تصميم تشاركي (Participatory design): وهو مصطلح أمريكا الشمالية لنفس المفهوم، مستوحاة من التصميم التعاوني، مع التركيز على مشاركة المستخدمين. ومنذ عام 1990، يقام مؤتمر نصف سنوي للتصميم التشاركي.[2]
- تصميم سياقي (Contextual design): هو «التصميم التي تركز على العملاء» في سياق الفعلية، بما في ذلك بعض الأفكار من التصميم التشاركي.[3]